# Petr Kirschbaum
Petr Kirschbaum (* 18. května 1975) je bývalý český fotbalista, záložník. Má dvě děti.

## Fotbalová kariéra
Hrál za SK Sigma Olomouc, Bohemians Praha, Tatran Poštorná, SK Prostějov, FK Fotbal Třinec, FC Vítkovice a Spolanu Neratovice. V lize odehrál za Olomouc 38 utkání a dal 4 góly. V evropských pohárech nastoupil jednou v Poháru UEFA.